# Provstejorden
Provstejorden er et idrætsanlæg og fodboldstadion i Kærby, Aalborg.